# Дінодон
Дінодон (Dinodon)  — рід змій з родини Полозові. Описано 8 видів. Назва в перекладі означає «жахливі зуби».

## Опис
Загальна довжина представників цього роду коливається від 70  до 100 см. Голова сплощена й відмежована від тіла шийним перехопленням. Очі великі з вертикально-еліптичними зіницями. Навколо тулуба є від 17 до 21 рядків гладенької, або дещо кілеватої, луски. Черевних щитків — 185—234, підхвостових — 57—104 пари. Верхньощелепні зуби розташовані трьома групами, відокремленими одна від одної досить широкими проміжками. Зуби першої групи поступово збільшуються у розмірах у глиб пащі, зуби середньої групи маленькі, а передні — великі. Передні зуби нижньої щелепи значно більші задніх. Забарвлення різноманітне: від червоно-коричневого до чорного, іноді з червоними й чорними поперечними смужками.

## Поширення
Мешкають у Кореї, східному Китаї, Японії, островах Рюкю і Тайвань, Приморському краю Росії, північному Індокитаї.

## Спосіб життя
Полюбляють береги водойм, боліт, морського узбережжя. Активні у сутінках або вночі. Зустрічаються на висоті 80—580 м над рівнем моря. Харчуються  хребетними — від риб і жаб до птахів і ссавців, нерідко поїдають змій.
Це яйцекладні змії. Самиці відкладають до 12 яєць.

## Систематика
Станом на 2024 рік всі види дінодонів розглядаються в складі роду вовкозубів (Lycodon).
Раніше, станом на 2015 рік було описано 8 видів:
- Dinodon flavozonatum
- Dinodon gammiei
- Dinodon meridionale
- Dinodon orientale —  Дінодон східний
- Dinodon rosozonatum
- Dinodon rufozonatum —  Дінодон червонопоясний
- Dinodon semicarinatum
- Dinodon septentrionalis